# Heeresversuchsanstalt
Heeresversuchsanstalt (tyska, ungefär "Arméförsöksanstalt") var en tysk anläggning för forskning kring vapenteknik, främst avsedd för armébehov. Ett antal anläggningar byggdes i Tyskland inför och under andra världskriget, men även tidigare i samband med första världskriget.

## Anläggningarna

### Heeresversuchsanstalt Peenemünde
Heeresversuchsanstalt Peenemünde var en 1937 anlagd raketforskningsanläggning i Peenemünde på ön Usedom i delstaten Mecklenburg-Vorpommern i nordöstra Tyskland där Tyskland under andra världskriget bl.a. tog fram V-1 och V-2.
Innan forskningen flyttade till Peenemünde hade man verksamhet i Kummersdorf-Gut.

### Heeresversuchsanstalt Raubkammer
Heeresversuchsanstalt Raubkammer var en forskningsanläggning i Munster-Nord på Lüneburgheden. Den tyska krigsmakten kom till platsen 1892 och därefter växte platsen kontinuerligt. Under första världskriget anlades Gasplats Breloh, en anläggning för framställning av kemiska stridsmedel. Här tillverkades bl.a. fosgen, lewisit och klorpikrin. Under andra världskriget anlades här bl.a. en pilotanläggning för framställning av tabun och sarin samt utfördes olika typer av djurförsök.

### Heeresversuchsanstalt Hillersleben
Heeresversuchsanstalt Hillersleben var ett militärt övningsfält beläget mellan orterna Uchtspringe/Stendal i norr, Dolle i öster, Hillersleben/Magdeburg i söder och Born i väster.

### Heeresversuchsanstalt Kummersdorf-Gut

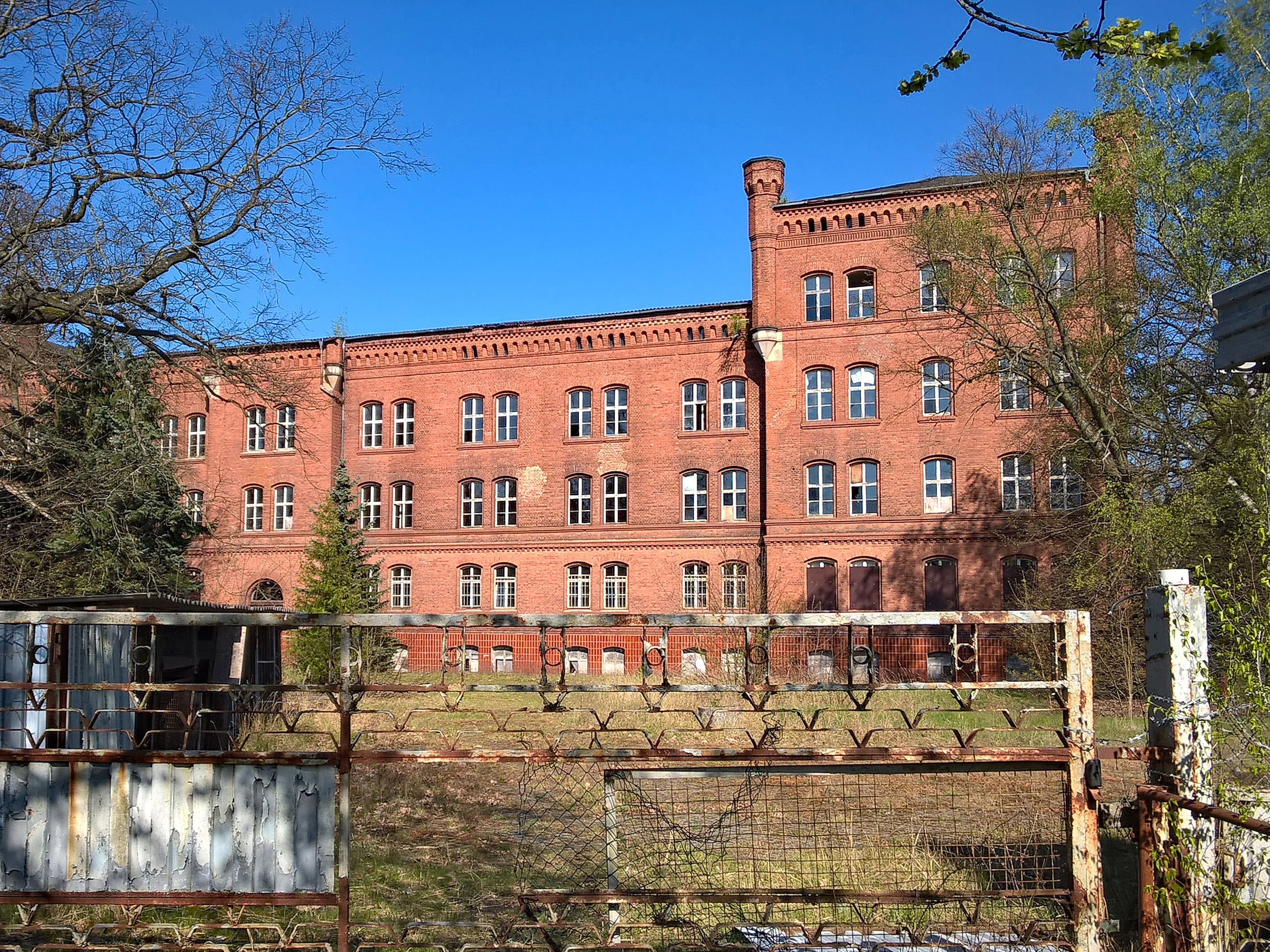
Ruinerna av Heeresversuchsanstalt Kummersdorf

Heeresversuchsanstalt Kummersdorf, beläget i Kummersdorf-Gut utanför Luckenwalde i Brandenburg, var fram till 1945 stationeringsort för Heereswaffenamt, tyska arméns vapensystembyrå. Här hade man ett utvecklingscentrum för nya vapensystem. Wernher von Braun arbetade här med raketsystemen Aggregat 1, A1 och Aggregat 2, A2, innan man 1936 flyttade hela hans verksamhet till Peenemünde eftersom det inte fanns tillräckligt med utrymme för verksamheten. I Kummersdorf omkom Dr. Kurt Wahmnke och två assistenter 16 juli 1934 när en bränsletank exploderade under ett test. En assistent skadades. Från 1938 bedrevs i Kummersdorf forskning kring kärnenergi.
Efter andra världskriget blev området vid den tidigare försöksanläggningen sovjetisk militärbas och utbildningsanläggning, och många av byggnaderna bevarades därför i oförändrat men förfallet skick. Sedan 1994, då de ryska styrkorna överlämnade området till lokala myndigheter, pågår bevarandeåtgärder av områdets natur och byggnaderna som till stora delar ligger i ruiner.